# Izabella Miko
Izabella Anna Mikołajczak (Łódź, 21 januari 1981) is een Poolse actrice en model.
Mikołajczaks ouders waren beiden acteur. Ze groeide op in Warschau, waar ze studeerde voor ballerina. Een Amerikaanse choreograaf nodigde haar uit voor een studiedag in New York. Ze nam de uitnodiging aan. Samen met haar moeder reisde ze ernaartoe op haar vijftiende verjaardag.
Ze is bekend van haar rollen in Coyote Ugly (2000), Deadwood en de videoclips Mr. Brightside en Miss Atomic Bomb van The Killers. Ook speelde ze de rol van Sara Johnson in Save the Last Dance 2 uit 2006 die alleen op dvd is verschenen.

## Filmografie
- 2000 - Coyote Ugly - Cammie
- 2002 - The Forsaken - Megan
- 2002 - Minimal Knowledge (Murder Reincarnated) - Renee
- 2005 - Deadwood - Carrie
- 2005 - The House Of Usher - Jill Michaelson
- 2006 - Park - Krysta
- 2005 - Bye-Bye Blackbird - Alice
- 2005 - The Shore - Kaliope
- 2006 - Flakes - Strawberry
- 2006 - Save the Last Dance 2 - Sara Johnson
- 2007 - Crashing - Kristen
- 2007 - The Spiderwick Chronicles - Leader of the Elves
- 2008 - Dark Streets - Madelaine
- 2010 - Fake Identity - Katrine
- 2010 - Clash of the titans - Athena
- 2012 - Two Jacks - Dana
- 2014 - Step Up All In (2014) - Alexxa